# Launching Place
Launching Place är en del av en befolkad plats i Australien. Den ligger i kommunen Yarra Ranges och delstaten Victoria, omkring 53 kilometer öster om delstatshuvudstaden Melbourne.
Närmaste större samhälle är Mount Evelyn, omkring 16 kilometer väster om Launching Place.
I omgivningarna runt Launching Place växer i huvudsak städsegrön lövskog. Runt Launching Place är det ganska glesbefolkat, med 38 invånare per kvadratkilometer. Genomsnittlig årsnederbörd är 1 391 millimeter. Den regnigaste månaden är juni, med i genomsnitt 161 mm nederbörd, och den torraste är januari, med 57 mm nederbörd.